# Rohdea (roślina)
Rohdea Roth – rodzaj roślin z rodziny szparagowatych. Obejmuje 21 gatunków występujących na obszarze od Nepalu do Chin, Półwyspu Indochińskiego i Japonii. Gatunek Rohdea japonica jest uprawiany jako roślina ozdobna oraz wykorzystywany jako roślina lecznicza.
Nazwa naukowa rodzaju została nadana na cześć Michaela Rohdego, niemieckiego botanika, żyjącego w latach 1782–1812. W polskich słownikach XIX-wiecznych, a także w Słowniku polskich imion rodzajów oraz wyższych skupień roślin z roku 1900 pod redakcją Józefa Rostafińskiego rodzaj podawany był pod polską nazwą „skłosta”.

## Morfologia

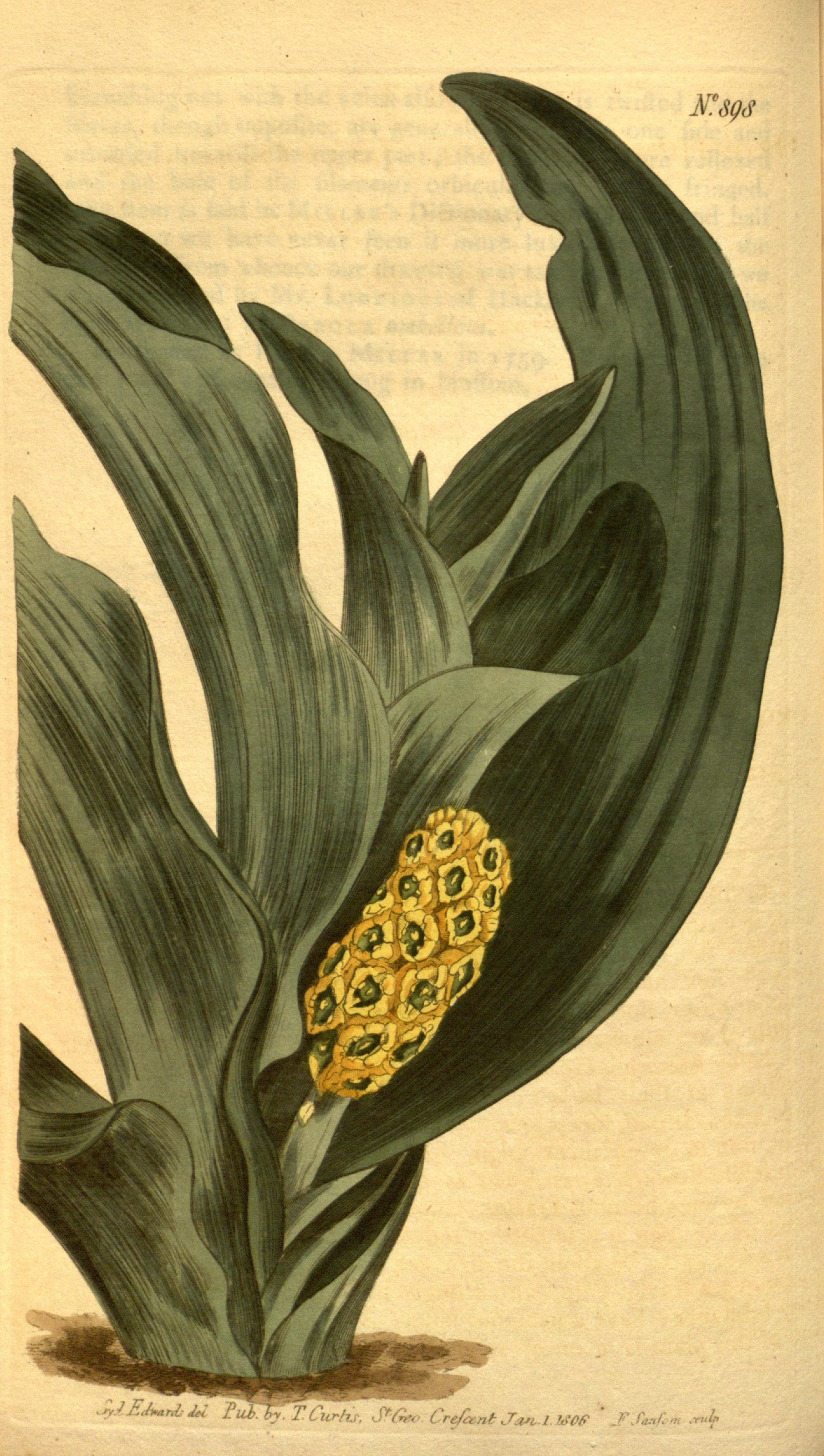
Rohdea japonica

PokrójWieloletnie rośliny zielne.
PędyPodnoszące się, grube kłącze.
LiścieLiście odziomkowe, rozetowate, zwykle naprzeciwległe i dwurzędowe, wąsko lancetowate o zgrubiałych nasadach.
KwiatyObupłciowe, siedzące, zebrane gęsto w mięsisty kłos, wyrastający z kąta liścia na nagim głąbiku, znacznie krótszym od liści. Wsparte błoniastymi, jajowatymi przysadkami. Listki okwiatu mięsiste, zrosłe w kulistawo-dzwonkowatą (u niektórych gatunków opisywaną jako gruszkowatą lub odwrotnie stożkowatą) rurkę, wierzchołki wolne, bardzo krótkie, zakrzywiające się do wewnątrz (u R. harderi odgięte na zewnątrz), bladożółte do zielonkawych, gładkie lub bardzo drobno brodawkowate. Sześć pręcików niemal na całej długości przyrośniętych do listków okwiatu. Pylniki dołączone grzbietowo. Zalążnia kulistawa do jajowatej, trójkomorowa, z dwoma zalążkami w każdej komorze. Szyjka słupka bardzo krótka lub niepozorna, zwieńczona trzema znamionami (opisywana jako trójsieczna).
OwoceCzerwone lub pomarańczowe, kulistawe do elipsoidalnych jagody, jednonasienne.
Rośliny podobneRodzaj Rohdea jest blisko spokrewniony z rodzajem Tupistra, od którego różni się głównie kolorem listków okwiatu (które u Tupistra są fioletowawe, białawe lub żółtobrązowe), niepozorną szyjką słupka, węższą od zalążni oraz kulistawymi, czerwonymi i pomarańczowymi jagodami (u Tupistra brązowawymi i zaostrzonymi).

## Biologia i ekologia

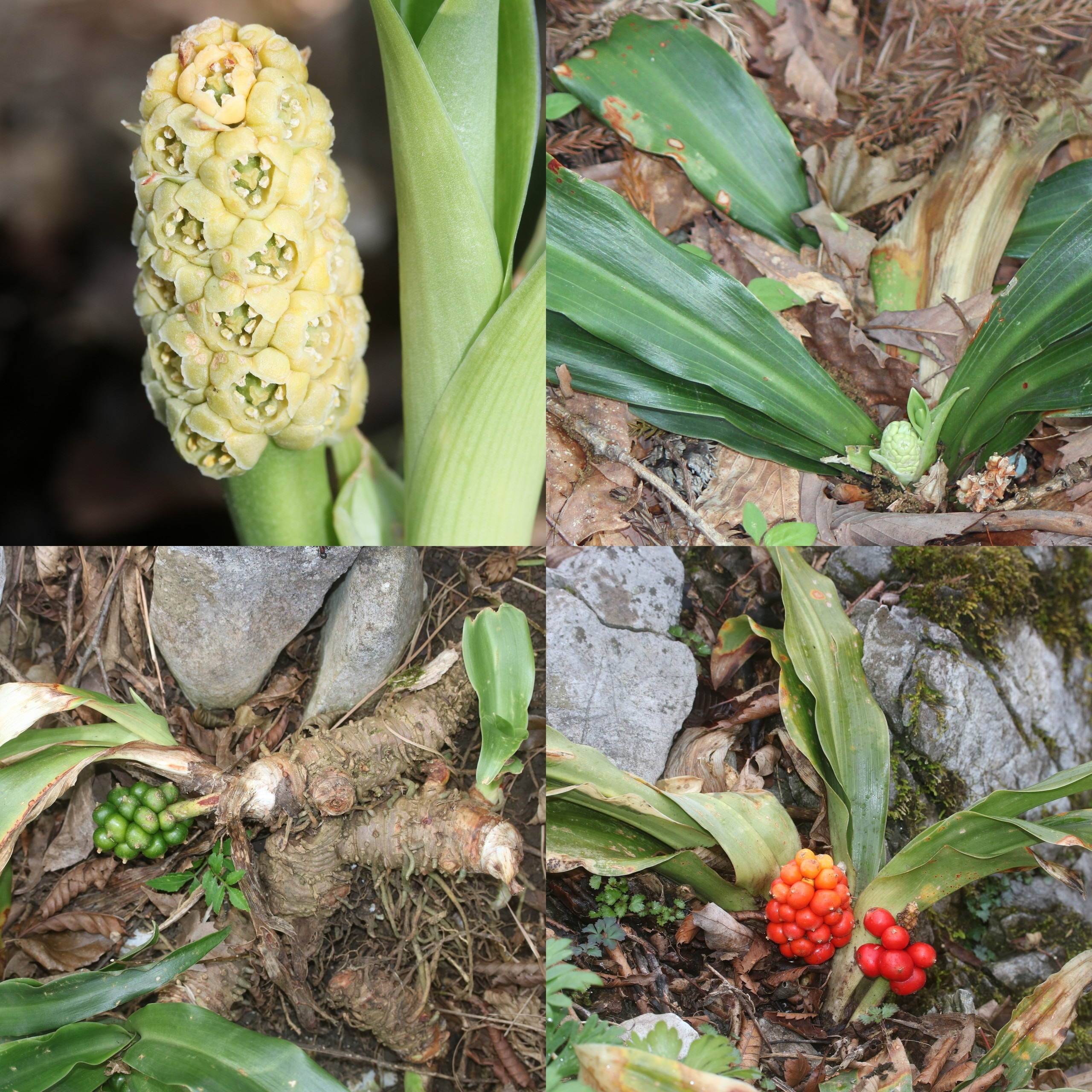
Rohdea japonica: kwiatostan, liście, kłącza i owoce

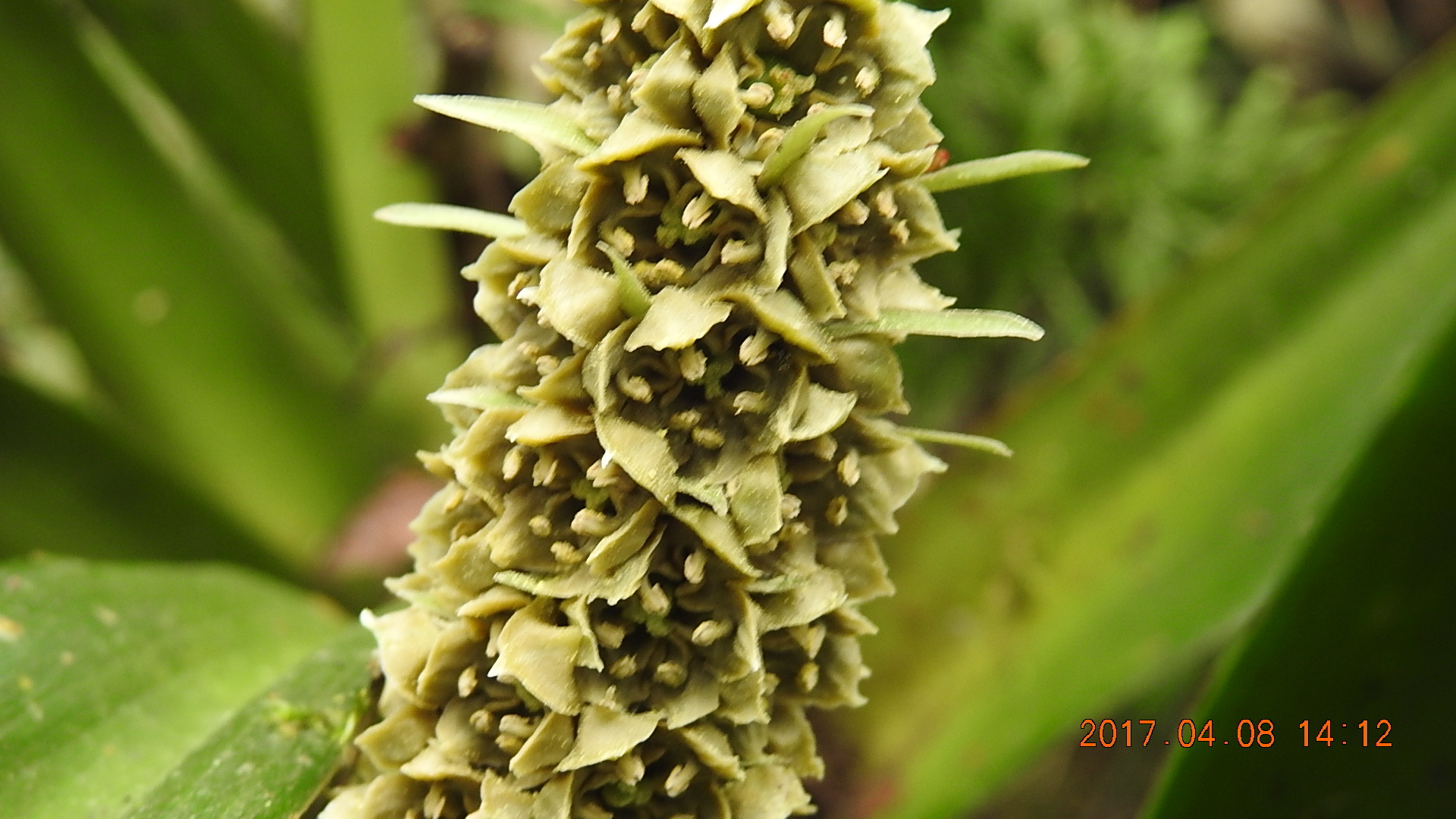
Kwiaty Rohdea fargesii

RozwójW czasie kwitnienia kwiaty wydzielają silny aromat drożdży lub fermentacji. Biologia zapylania Rohdea nie została dokładnie zbadania, jednak w literaturze stawiano hipotezy, że kwiaty roślin z tego rodzaju zapylane są przez mrówkowate lub ślimaki, które żerują  na mięsistym okwiecie. Badania przeprowadzone w Japonii nie potwierdziły jednak malakogamii.
SiedliskoRośliny z tego rodzaju zasiedlają wilgotne miejsca w lasach, na trawiastych zboczach, bardzo stromych zboczach górskich i brzegach strumieni w tropikalnych wilgotnych lasach półzimozielonych.
Cechy fitochemiczneWe wszystkich organach roślin z gatunku Rohdea fargesii var. fargesii  obecne są saponiny sterydowe. W roślinach z gatunku R. japonica obecne są kardenolidy (glikozydy nasercowe), w tym rodeksyna A, B, C i D oraz rodeksozyd. Rodeksyna A działa kardiotonicznie i hamuje wzrost ludzkich komórek białaczki szpikowej (K562).
GenetykaPodstawowa liczba chromosomów x wynosi 19.

## Systematyka
Pozycja systematycznaRodzaj z plemienia Convallarieae  w podrodzinie Nolinoideae rodziny szparagowatych (Asparagaceae).
Do początków XXI wieku rodzaj uznawany był za takson monotypowy z jednym gatunkiem, Rohdea japonica. W latach 2003 i 2010 japoński botanik Noriyuki Tanaka dokonał rewizji taksonomicznej  rodzaju Rohdea, włączając do niego gatunki wyodrębniane do rodzajów Campylandra, Gonioscypha, Titragyne i Tilcusta.
Wykaz gatunków
- Rohdea annulata (H.Li & J.L.Huang) Yamashita & M.N.Tamura
- Rohdea chlorantha (Baill.) N.Tanaka
- Rohdea delavayi (Franch.) N.Tanaka
- Rohdea dracaenoides Aver. & N.Tanaka
- Rohdea emeiensis (Z.Y.Zhu) N.Tanaka
- Rohdea ensifolia (F.T.Wang & Tang) N.Tanaka
- Rohdea eucomoides (Baker) N.Tanaka
- Rohdea fargesii (Baill.) Y.F.Deng
- Rohdea harderi N.Tanaka, D.P.Hannon & Aver.
- Rohdea japonica (Thunb.) Roth
- Rohdea jinshanensis (Z.L.Yang & X.G.Luo) N.Tanaka
- Rohdea lichuanensis (Y.K.Yang, J.K.Wu & D.T.Peng) Yamashita & M.N.Tamura
- Rohdea longipedunculata (F.T.Wang & S.Yun Liang) N.Tanaka
- Rohdea nepalensis (Raf.) N.Tanaka
- Rohdea pachynema (F.T.Wang & Tang) N.Tanaka
- Rohdea siamensis (Yamashita & M.N.Tamura) Yamashita & M.N.Tamura
- Rohdea subcaudata Aver., N.Tanaka & K.S.Nguyen
- Rohdea tonkinensis (Baill.) N.Tanaka
- Rohdea urotepala Hand.-Mazz.
- Rohdea verruculosa (Q.H.Chen) N.Tanaka
- Rohdea wattii (C.B.Clarke) Yamashita & M.N.Tamura

## Znaczenie użytkowe

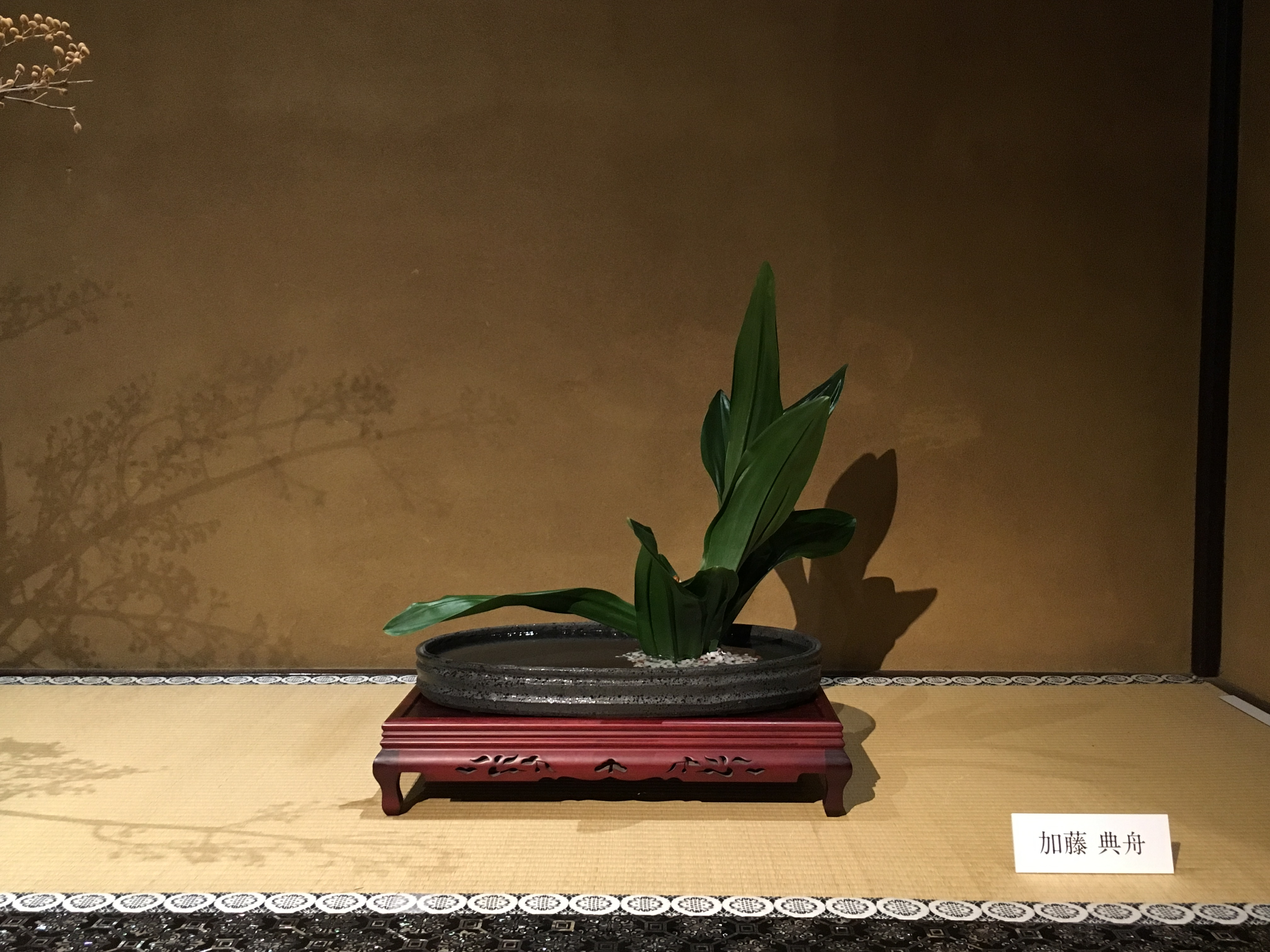
Japońska ikebana kinka ikenobo z Rohdea japonica

Rośliny ozdobneRohdea japonica jest uprawiana jako roślina ozdobna; w Japonii historia jej uprawy sięga co najmniej 500 lat. Znanych jest około 1500 kultywarów tego gatunku, w tym ze skręconymi, kędzierzawymi lub różnobarwnymi liśćmi. W Japonii roślina ta nie jest uprawiana w ogrodach, lecz jako bonsai w specjalnych naczyniach nazywanych nishiki bachi. Niektóre jej odmiany, poszukiwane przez kolekcjonerów, osiągają w Japonii wysoką wartość.
W uprawie ogrodowej rośliny te mogą być wykorzystywane jako rośliny okrywowe, również w lasach, a także do nasadzeń na obrzeżach ścieżek.
Wymaga chłodnej, wilgotnej i żyznej gleby oraz stanowiska całkowicie lub częściowo zacienionego. Mało odporna na przymrozki. W Polsce może nie być mrozoodporna (strefy mrozoodporności: 7–10).
Rośliny leczniczeKłącza, kwiaty i liście Rohdea japonica (odpowiednio Rhizoma Rohdeae, Flos Rohdeae i Folium Rohdeae) stosowane są w Chinach jako środek odtruwający, wzmacniający serce i diuretyczny. Surowiec wykorzystywany jest w formie naparu w leczeniu błonicy, zmian martwiczo-zapalnych mięśnia sercowego w powikłaniu błonicy oraz innych chorób serca, bólu gardła i wścieklizny. Zewnętrznie sok lub miazga ze świeżego surowca stosowana jest na urazy, ukąszenia węży, oparzenia, zapalenie sutka, czyraki i obrzęki. Kłącza tej rośliny wykorzystywane są leczniczo również w Japonii, do leczenia ran, moczopędnie, leczenia zmęczenia, łagodzenia gorączki i łagodzenia bólu gardła.
Podobne zastosowanie mają w tradycyjnej medycynie chińskiej gatunki R. wattii stosowany do leczenia bólu gardła, a także jako środek odtruwający, przeciwobrzękowy i przeciwbólowy oraz R. ensifolia wykorzystywany do leczenia zapalenia krtani, anginy, zapalenia nerek, a także jako środek moczopędny, przeciwobrzękowy, poprawiający krążenie krwi i przeciwbólowy.
W Nepalu do celów leczniczych wykorzystywana jest Rohdea nepalensis. Małe kawałki kłącza wykorzystywane są do sporządzania środka na zmęczenie, a także do leczenia dolegliwości żołądkowych.
Rośliny spożywczeOwoce Rohdea nepalensis są spożywane w Nepalu.
Inne zastosowaniaGatunek Rohdea japonica jest narodowym kwiatem Mandżurów.
W Azji uważana jest za roślinę przynoszącą szczęście i często wręczana jest jako prezent z okazji urodzin, wprowadzenia do nowego miejsca zamieszkania albo otwarcia nowego biznesu.